# Mislav di Croazia
Mislav (fl. IX secolo) è stato un principe (in croato knez) della Croazia Bianca dall'835 all'845.
Mislav succedette a Ladislao di Croazia come principe della Croazia Bianca. Governò lo Stato da Clissa. Costruì la chiesa di San Giorgio a Putalj (sulla collina di Kozjak). Precedentemente Kaštel Sućurac (Castel San Giorgio) era chiamato Borgo San Giorgio, per la chiesa costruita da Mislav.
Il sovrano croato è noto soprattutto per aver stipulato nell'839 un trattato con Pietro Tradonico, doge di Venezia,  e per aver mantenuto ottime relazioni con le città costiere bizantine della Dalmazia, diversamente dal suo predecessore; ciò portò ad un notevole miglioramento delle attività marittime dello Stato croato, dal momento che Mislav realizzò una nuova flotta sul modello delle navi della Pagania e della Repubblica di Venezia.
A Mislav succedette Trpimir.